# DNS Belgium
DNS Belgium (bis 2012 DNS.be genannt) ist eine gemeinnützige Organisation mit Sitz im belgischen Heverlee, das für die Verwaltung der länderspezifischen Top-Level-Domain .be zuständig ist. Sie wurde 1999 gegründet und war außerdem Gründungsmitglied der EURid, der .eu zugesprochen wurde.

## Geschichte
DNS Belgium geht zurück auf die Einführung der Top-Level-Domain .be im Jahr 1988. Sie wurde zunächst durch Pierre Verbaete an der Katholischen Universität Löwen verwaltet, der Ende der 1990er Jahre seine Rolle aufgrund des steigenden Interesses an .be-Domains abgeben wollte.
Zu diesem Zweck erfolgte 1999 die Gründung von DNS.be, dem ein Jahr später die Verwaltung der Adresse offiziell übergeben wurde. Daraufhin wurden die Vergabekriterien weitgehend liberalisiert: Seit Dezember 2000 erfolgt die Registrierung vollkommen automatisiert, außerdem konnten .be-Domains nun auch über dritte Anbieter – offiziell akkreditierte Registrare – angemeldet werden. Während Mitte 2000 etwa 40.000 .be-Domains registriert waren, stieg die Zahl bis Ende Dezember auf 89.718 Adressen.
Im September 2002 hat DNS.be gemeinsam mit den Vergabestellen der länderspezifischen Top-Level-Domains von Schweden und Italien das Konsortium EURid gegründet. Der operative Betrieb wurde zwischen den drei Organisationen aufgeteilt, die EURid konnte sich im Mai 2003 schließlich gegen andere Bewerber um .eu durchsetzen.
2012 hat DNS.be bei der ICANN die Einführung der neuen Top-Level-Domains .vlaanderen und .brussels beantragt, die von der jeweiligen Landesregierung offiziell unterstützt werden. Im Zuge des Verfahrens gab die Organisation bekannt, ihren Namen von DNS.be in DNS Belgium zu ändern, was dem erweiterten Portfolio Rechnung tragen sollte.

## Sicherheit
Seit September 2010 unterstützt DNS Belgium die Domain Name System Security Extensions (DNSSEC), mit deren Hilfe die Echtheit von Domain-Daten sichergestellt werden kann. Damit gehörte .be zu den ersten länderspezifischen Top-Level-Domains, welche die Erweiterung implementiert hatten. Im Januar 2013 wurden außerdem die Nameserver der Organisation einem DDoS-Angriff aufgesetzt, den sie problemlos überstanden haben. Seitdem gilt der Betrieb der ccTLD als vergleichsweise sicher.
DNS Belgium ist wie andere Network Information Center auch offiziell bei der RIPE akkreditiert.